# Vnitřní balistika
Vnitřní balistika je součást balistiky, která se zabývá fyzikálními jevy při pohybu střely v hlavni do okamžiku kdy celá střela opustí hlaveň. Vnitřní balistika často využívá mimo teoretického aparátu experimentálně určené empirické podklady.

## Základní cíle vnitřní balistiky
- Určení druhu, tvaru a rozměru prachových zrn
- Výpočet hmotnosti výmetné náplně v relaci ke střele (hmotnost, druh, ráže, úsťová rychlost)

## Výbuchové hoření
Pro konstrukci náboje je důležitá výmetná náplň a její vlastnosti. Jde o rychlost přeměny chemické energie v mechanickou práci. Faktory které na to mají vliv jsou zejména:
- kyslík
- chemické složení
- tvar, velikost a povrch zrn výmetné náplně

Výbuchové hoření střelivin je ovlivněno tlakem. Růst tlaku vede k zvyšování rychlosti výbuchového hoření.

### Části výbuchového hoření
Proces rozdělujeme na tři části:
- Zážeh – vznik hoření na části povrchu vlivem tepelného impulzu
- Vzplanutí – rozšíření hoření na celý povrch střeliviny
- Vlastní hoření – hoření postupuje od povrchových vrstev zrna směrem do nitra materiálu, přičemž dochází k rozkladné reakci.

### Funkce hoření
Pokusy byla stanovena funkce hoření pro poměrný hořící povrch která je přímo úměrná okamžitému hořícímu povrchu vztaženému k počátečnímu povrchu zrn.
Hoření lze rozdělit do tří skupin:
- Degresivní

Velikost okamžitého hořícího povrchu se zmenšuje. Je charakteristické pro zrna se všemi stejnými rozměry. Dochází k nejvyššímu nárůstu tlaku s rychlým poklesem.
- Konstantní

Hořící povrch je konstantní. Platí pro zrna v jedním otvorem – tvar trubky. Dosažený tlak je nižší ale dochází k němu později a celkové hoření je delší.
- Progresivní

Hořící povrch se během hoření zvětšuje. Za tímto účelem se používají větší víceděrová prachová zrna. Toto je používáno typicky u dělostřeleckého střeliva.

## Průběh výstřelu
U běžně používaných kulových palných zbraní se stiskem spouště uvolní bicí mechanismus, který udeří mechanicky na zápalku jednotného náboje. Dopadem na zápalku dojde k iniciaci třaskavé náplně zápalky. Průšlehem zátravkou ve dně nábojnice dojde k zážehu výmetné náplně.
Hoření výmetné náplně vytváří žhavé plyny a vzniká vysoký tlak. Pro běžné kulové lovecké ráže se tlak pohybuje kolem 4000barů. U moderních zbraní dosahují tlaky až 4700 barů.

Například pro náboj 7 x 57 Mauser se počítá s tlakem 3900 barů. Tento tlak vytlačí střelu vývrtem ven z hlavně.

Průběh tlaku a rychlosti střely v hlavni v závislosti na času. Grafy ukazují různý idealizovaný průběh tlaku při různém způsobu hoření výmetné náplně a demonstrují dosažení stejné rychlosti projektilu na ústí pokud je energie a její transformace (viz dále v článku) v obou případech stejná.

### Průběh tlaku a rychlosti střely při výstřelu
Na průběh tlaku má vliv několik faktorů:
- Rychlost hoření výmetné náplně. Rychlost hoření je dána vlastnostmi použité výmetné náplně. Mimo složení je důležitým faktorem způsob zpracování výmetné náplně. Kromě toho rostoucí tlak také zvyšuje rychlost hoření.
- V opačném směru, tedy snižování tlaku je podporováno tím, že se střela začne pohybovat. Tím se zvyšuje objem prostoru pro prachové plyny. Po dosažení maximálního tlaku se tlak snižuje až do vyhoření celé výmetné náplně.

Ideálním cílem konstruktérů soustavy zbraň a použité střelivo je stav, kdy celá výmetná náplň vyhoří než střela opustí hlaveň. Tím je nejlépe využita energie výmetné náplně.
Prostor pod křivkou průběhu tlaku odpovídá práci plynů výmetné náplně. U ruční zbraně jde o děj probíhající v čase cca 1-2 ms. 
Rychlost střely po celou dobu v hlavni roste, ale její zrychlení začne nejpozději po dosažení tlakového maxima klesat. V praxi se rychlost střely začne zvětšovat až po tom, co tlak vyvine sílu, která překoná sílu držící střelu v nábojnici a sílu potřebnou k vniknutí střely do vývrtu hlavně.

### Období vnitrobalistického děje
Vnitrobalistický děj je popisován rovnicemi hoření, pohybovou rovnicí střely a rovnicí energie v závislosti na dráze, nebo čase.
Děj se dělí do tří období:
- I. období

Zažehnutí výmetné náplně úderníkem nebo jiným způsobem iniciace. Vzplanutí a hoření výmetné náplně. Dojde k překonání počátečního odporu střely daného silou nutnou k vytažení z nábojnice a silou nutnou k zaříznutí střely do vývrtu hlavně a střela se začne pohybovat.
- II. období

Roste množství a tlak plynů v důsledku hoření výmetné náplně až do dosažení maxima. Pokles tlaku je dán i tím, že roste prostor v důsledku pohybu střely v hlavni. Konce tohoto období je dán shořením celé výmetné náplně. V II. období získá střela většinu své energie. K matematickému popisu je používána pohybová rovnice střely.
- III. období

Dochází k adiabatické expanzi plynů vzniklých hořením výmetné náplně. Tlak i teplota plynů se snižuje. Střela se stále pohybuje v hlavni a její rychlost roste, ale zrychlení klesá.

## Transformace energie výmetné náplně
Podle měření náboje 7,92mm Mauser provedené Cranzem a Rothem  se energie rozdělí následovně:
- 32,4 % pohybová energie střely
- 0,1 % rotační energie střely
- 0,1 % zákluzová energie zbraně
- 22,4 % ztráty ohřátím hlavně
- 45,0 % ostatní (kinetická energie plynů a jejich ohřátí, vytlačení vzduchu z hlavně, ohřátí nábojnice)